# Le Roi du kung-fu

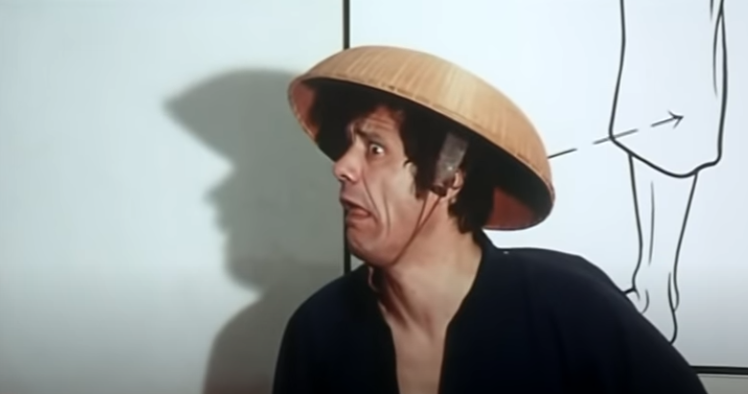
Scène du film Le Roi du kung-fu

Le Roi du kung-fu (Ku Fu? Dalla Sicilia con furore) est un film italien réalise par Nando Cicero et sorti en 1973. Le film est une parodie des films d'arts martiaux en vogue à l'époque.
Le titre est un jeu de mots sur kung-fu ainsi que cu fu? (sicilien pour « qui a été ? »). Il fait aussi référence au titre italien du film La Fureur de vaincre avec Bruce Lee, Dalla Cina con furore.

## Synopsis
Une sorte de Bruce Lee italien est à la recherche d'emploi à Rome.

## Fiche technique
- Titre français : Le Roi du kung-fu[1]
- Titre original : Ku Fu? Dalla Sicilia con furore
- Réalisation : Nando Cicero
- Dates de sortie: 
  - Italie : 1973
  - France : 10 février 1976

## Distribution
- Franco Franchi : Franco
- Gianni Agus : Con chi Lai (jeu de mots sur con chi l'hai, à qui en veux-tu ?)
- Nino Terzo : Chi caco Mai (jeu de mots sur chi caco mai, qui a jamais fait caca ?)
- Gino Pagnani : Vaffà (jeu de mots sur vaffanculo, va te faire foutre)
- Jimmy il Fenomeno : serveur